# Gran Premio de Europa de Motociclismo de 2020
El Gran Premio de Europa de Motociclismo de 2020 (oficialmente Gran Premio de Europa) fue la decimotercera prueba del Campeonato del Mundo de Motociclismo de 2020. Tuvo lugar en el fin de semana del 6 al 8 de noviembre de 2020 en el Circuito Ricardo Tormo, situado en la localidad de Cheste, Comunidad Valenciana, España.
La carrera de MotoGP fue ganada por Joan Mir, seguido de Álex Rins y Pol Espargaró. Marco Bezzecchi fue el ganador de la prueba de Moto2, por delante de Jorge Martín y Remy Gardner. La carrera de Moto3 fue ganada por Raúl Fernández, Sergio García fue segundo y Ai Ogura tercero.

## Resultados

### Resultados MotoGP
| Pos.    | N.º | Piloto            | Constructor | Vueltas | Tiempo    | Parrilla | Puntos |
| ------- | --- | ----------------- | ----------- | ------- | --------- | -------- | ------ |
| 1       | 36  | Joan Mir          | Suzuki      | 27      | 41:37.297 | 5        | 25     |
| 2       | 42  | Álex Rins         | Suzuki      | 27      | +0.651    | 2        | 20     |
| 3       | 44  | Pol Espargaró     | KTM         | 27      | +1.203    | 1        | 16     |
| 4       | 30  | Takaaki Nakagami  | Honda       | 27      | +2.194    | 3        | 13     |
| 5       | 88  | Miguel Oliveira   | KTM         | 27      | +8.046    | 7        | 11     |
| 6       | 43  | Jack Miller       | Ducati      | 27      | +8.755    | 6        | 10     |
| 7       | 33  | Brad Binder       | KTM         | 27      | +10.137   | 10       | 9      |
| 8       | 04  | Andrea Dovizioso  | Ducati      | 27      | +10.801   | 12       | 8      |
| 9       | 5   | Johann Zarco      | Ducati      | 27      | +11.550   | 4        | 7      |
| 10      | 9   | Danilo Petrucci   | Ducati      | 27      | +16.803   | 18       | 6      |
| 11      | 21  | Franco Morbidelli | Yamaha      | 27      | +17.617   | 8        | 5      |
| 12      | 6   | Stefan Bradl      | Honda       | 27      | +24.350   | 13       | 4      |
| 13      | 12  | Maverick Viñales  | Yamaha      | 27      | +25.403   | PL       | 3      |
| 14      | 20  | Fabio Quartararo  | Yamaha      | 27      | +39.639   | 11       | 2      |
| Ret     | 32  | Lorenzo Savadori  | Aprilia     | 25      | Retirado  | 19       |        |
| Ret     | 73  | Álex Márquez      | Honda       | 23      | Caída     | 14       |        |
| Ret     | 53  | Tito Rabat        | Ducati      | 13      | Retirado  | 20       |        |
| Ret     | 63  | Francesco Bagnaia | Ducati      | 5       | Caída     | 16       |        |
| Ret     | 35  | Cal Crutchlow     | Honda       | 5       | Caída     | 15       |        |
| Ret     | 46  | Valentino Rossi   | Yamaha      | 4       | Retirado  | 17       |        |
| Ret     | 41  | Aleix Espargaró   | Aprilia     | 0       | Caída     | 9        |        |
| 1. 2.   |     |                   |             |         |           |          |        |
| Fuente: |     |                   |             |         |           |          |        |

### Resultados Moto2
| Pos.    | N.º | Piloto                | Constructor | Vueltas | Tiempo    | Parrilla | Puntos |
| ------- | --- | --------------------- | ----------- | ------- | --------- | -------- | ------ |
| 1       | 72  | Marco Bezzecchi       | Kalex       | 25      | 40:06.441 | 5        | 25     |
| 2       | 88  | Jorge Martín          | Kalex       | 25      | +1.941    | 6        | 20     |
| 3       | 87  | Remy Gardner          | Kalex       | 25      | +3.553    | 4        | 16     |
| 4       | 33  | Enea Bastianini       | Kalex       | 25      | +4.494    | 15       | 13     |
| 5       | 7   | Lorenzo Baldassarri   | Kalex       | 25      | +4.648    | 8        | 11     |
| 6       | 10  | Luca Marini           | Kalex       | 25      | +5.142    | 7        | 10     |
| 7       | 40  | Héctor Garzó          | Kalex       | 25      | +5.224    | 9        | 9      |
| 8       | 11  | Nicolò Bulega         | Kalex       | 25      | +8.104    | 10       | 8      |
| 9       | 97  | Xavi Vierge           | Kalex       | 25      | +8.746    | 1        | 7      |
| 10      | 9   | Jorge Navarro         | Speed Up    | 25      | +11.930   | 19       | 6      |
| 11      | 44  | Arón Canet            | Speed Up    | 25      | +12.451   | 20       | 5      |
| 12      | 45  | Tetsuta Nagashima     | Kalex       | 25      | +13.209   | 22       | 4      |
| 13      | 23  | Marcel Schrötter      | Kalex       | 25      | +13.585   | 16       | 3      |
| 14      | 64  | Bo Bendsneyder        | NTS         | 25      | +15.528   | 14       | 2      |
| 15      | 62  | Stefano Manzi         | MV Agusta   | 25      | +19.284   | 21       | 1      |
| 16      | 42  | Marcos Ramírez        | Kalex       | 25      | +20.085   | 27       |        |
| 17      | 57  | Edgar Pons            | Kalex       | 25      | +21.512   | 23       |        |
| 18      | 27  | Andi Farid Izdihar    | Kalex       | 25      | +22.965   | 12       |        |
| 19      | 12  | Thomas Lüthi          | Kalex       | 25      | +24.769   | 13       |        |
| 20      | 19  | Lorenzo Dalla Porta   | Kalex       | 25      | +34.173   | 25       |        |
| 21      | 99  | Kasma Daniel          | Kalex       | 25      | +44.355   | 24       |        |
| 22      | 74  | Piotr Biesiekirski    | NTS         | 25      | +59.450   | 28       |        |
| Ret     | 22  | Sam Lowes             | Kalex       | 18      | Retirado  | 3        |        |
| Ret     | 35  | Somkiat Chantra       | Kalex       | 9       | Caída     | 26       |        |
| Ret     | 24  | Simone Corsi          | MV Agusta   | 5       | Caída     | 18       |        |
| Ret     | 21  | Fabio Di Giannantonio | Speed Up    | 2       | Caída     | 11       |        |
| Ret     | 16  | Joe Roberts           | Kalex       | 1       | Caída     | 2        |        |
| Ret     | 55  | Hafizh Syahrin        | Speed Up    | 1       | Caída     | 17       |        |
| DNS     | 37  | Augusto Fernández     | Kalex       |         | No empezó |          |        |
| DNS     | 96  | Jake Dixon            | Kalex       |         | No empezó |          |        |
| Fuente: |     |                       |             |         |           |          |        |

### Resultados Moto3
| Pos.    | N.º | Piloto             | Constructor | Vueltas | Tiempo        | Parrilla | Puntos |
| ------- | --- | ------------------ | ----------- | ------- | ------------- | -------- | ------ |
| 1       | 25  | Raúl Fernández     | KTM         | 23      | 38:29.140     | 2        | 25     |
| 2       | 11  | Sergio García      | Honda       | 23      | +0.703        | 7        | 20     |
| 3       | 79  | Ai Ogura           | Honda       | 23      | +1.005        | 8        | 16     |
| 4       | 14  | Tony Arbolino      | Honda       | 23      | +1.037        | 17       | 13     |
| 5       | 40  | Darryn Binder      | KTM         | 23      | +13.392       | 9        | 11     |
| 6       | 99  | Carlos Tatay       | KTM         | 23      | +13.424       | 13       | 10     |
| 7       | 82  | Stefano Nepa       | KTM         | 23      | +16.719       | 24       | 9      |
| 8       | 52  | Jeremy Alcoba      | Honda       | 23      | +16.824       | 29       | 8      |
| 9       | 12  | Filip Salač        | Honda       | 23      | +16.964       | 15       | 7      |
| 10      | 71  | Ayumu Sasaki       | KTM         | 23      | +17.088       | 26       | 6      |
| 11      | 54  | Riccardo Rossi     | KTM         | 23      | +17.344       | 6        | 5      |
| 12      | 16  | Andrea Migno       | KTM         | 23      | +17.467       | 11       | 4      |
| 13      | 55  | Romano Fenati      | Husqvarna   | 23      | +17.589       | 16       | 3      |
| 14      | 53  | Deniz Öncü         | KTM         | 23      | +18.191       | 27       | 2      |
| 15      | 2   | Gabriel Rodrigo    | Honda       | 23      | +18.358       | 12       | 1      |
| 16      | 6   | Ryusei Yamanaka    | Honda       | 23      | +18.441       | 30       |        |
| 17      | 92  | Yuki Kunii         | Honda       | 23      | +19.128       | 18       |        |
| 18      | 50  | Jason Dupasquier   | KTM         | 23      | +19.583       | 20       |        |
| 19      | 9   | Davide Pizzoli     | KTM         | 23      | +27.457       | 23       |        |
| 20      | 70  | Barry Baltus       | KTM         | 23      | +27.836       | 22       |        |
| 21      | 73  | Maximilian Kofler  | KTM         | 23      | +31.328       | 21       |        |
| 22      | 89  | Khairul Idham Pawi | Honda       | 23      | +31.661       | 25       |        |
| 23      | 13  | Celestino Vietti   | KTM         | 23      | +1:20.533     | 3        |        |
| Ret     | 23  | Niccolò Antonelli  | Honda       | 16      | Caída         | 31       |        |
| Ret     | 27  | Kaito Toba         | KTM         | 16      | Retirado      | 10       |        |
| Ret     | 24  | Tatsuki Suzuki     | Honda       | 13      | Caída         | 19       |        |
| Ret     | 7   | Dennis Foggia      | Honda       | 13      | Caída         | 14       |        |
| Ret     | 5   | Jaume Masiá        | Honda       | 9       | Caída         | 28       |        |
| Ret     | 17  | John McPhee        | Honda       | 4       | Caída         | 1        |        |
| Ret     | 21  | Alonso López       | Husqvarna   | 2       | Retirado      | 5        |        |
| DSQ     | 75  | Albert Arenas      | KTM         | 10      | Bandera Negra | 4        |        |
| 1.      |     |                    |             |         |               |          |        |
| Fuente: |     |                    |             |         |               |          |        |